# Кубане
Кубане (ивр. כֻּבַּאנֶה‎, араб. الكبانة‎) — традиционный йеменский еврейский утренний шаббатний хлеб. Похож на еврейскую халу, но немного плотнее по структуре.
Кубане традиционно выпекают из дрожжевого теста целую ночь (от 8 до 12 часов), на низкой температуре в 100°C. Однако, существуют и более быстрые рецепты.
Как любое традиционное народное блюдо, кубане имеет много вариантов приготовления, имеются в виду наполнители: жареный лук, мясо, чернушка, хильбе, сыр, печень.
В приготовлении кубане используется самне (ивр. סמנה‎ — традиционное йеменское топлёное масло с пажитником). Иногда самне заменяют маргарином, чтобы сохранить нейтральность блюда с точки зрения кашрута.
Кубане имеет нейтральный вкус, поэтому его употребляют в пищу, макая в острый или сладкий соус: измельчённые помидоры, схуг, мёд, варенье и т. д.
В Йемене кубане едят в течение всей недели, в Израиле — только в Шаббат.